# 大亚历山德罗夫卡河
大亚历山德罗夫卡河（俄語：Река Большая Александровка），清时称伊对河，是萨哈林州亚历山德罗夫斯克区的河流，源起陡山，长38公里，流域面积236平方公里，在注入亚历山德罗夫卡湾。